# Уитли, Билл
Билл Уитли (англ. William «Bill» John Wheatley, 5 июля 1909, Джипсум, Канзас — 5 февраля 1992, Эль-Серрито, Калифорния) — американский баскетболист, участник летних Олимпийских игр 1936 года в Берлине, олимпийский чемпион.

## Биография
Билл Уитли работал в компании Globe Oil & Refining Co., когда она создала команду, которая стала играть в баскетбольной лиге Ассоциации любительского спорта. Уитли стал членом этой команды. На тот момент ему было чуть больше 20 лет. В 1936 году его команда заняла второе место, что позволило Уитли стать членом олимпийской сборной страны.
Он продолжал играть в лиге Ассоциации любительского спорта до 1941 года. После прекращения карьеры баскетболиста началась его карьера тренера и рефери. Наивысшим результатом его тренерской карьеры было участие команды Oakland Bittners под его руководством в финале национального чемпионата лиги Ассоциации любительского спорта, где она проиграла команде Phillips 66ers. В 1948-1968 годах он прекратил тренерскую карьеру и начал работать на стройке. В 1963 году он, как тренер и директор одной из команд Ассоциации, совершил с ней 10-недельный тур по Африке.